# (9010) Candelo
(9010) Candelo est un astéroïde de la ceinture principale.

## Description
(9010) Candelo est un astéroïde de la ceinture principale. Il fut découvert le 27 avril 1984 à La Silla par Vincenzo Zappalà. Il présente une orbite caractérisée par un demi-grand axe de 2,28 UA, une excentricité de 0,11 et une inclinaison de 2,5° par rapport à l'écliptique.

## Compléments